# Рух проти нелегальної імміграції
Рух проти нелегальної імміграції (рос. Движение против нелегальной иммиграции, ДПНИ) — російський націоналістичний, расистський та неонацистський суспільний рух, що проголошує своєю метою «боротьбу з нелегальною імміграцією в Росії». Цілі і ідеологічна основа руху схожі зі французькім «Національним фронтом» та Австрійської партією свободи. Чисельність у 2005 — близько 5 тисяч осіб. Цей рух не зареєстрований, але має відділення в більш ніж 30 містах Росії.
Рух було засновано 10 липня 2002, за власним визнанням його членів, у відповідь на сутичку між іммігрантами з Вірменії та місцевими жителями у Красноармійську у 2002. На чолі руху стоїть колишній член ультра правої організації «Пам'ять» — Олександр Бєлов. Окрім підтримки та організації народного протесту в Росії проти нелегальної імміграції, ДПНІ звинувачують в організації заходів проти представників легальної кавказької діаспори в Росії. Цей рух також щорічно, 4 листопада організував так званий «Російський марш».

## Ідеологія
Офіційно ДПНІ виступало проти нелегальної імміграції, на практиці — проти іноземців (а також проти вихідців із Північного Кавказу) загалом. Основою ідеології руху був російський націоналізм, де-факто російський неонацизм.
Символ ДПНІ, ймовірно, потрібно трактувати як зображення кельтського хреста, розгорнутого на 45°.